# Европейское агентство по безопасности и гигиене труда
Европейское агентство по безопасности и гигиене труда — агентство Европейского союза, основано в 1996 году в Бильбао, Испания. Его миссия — создание более безопасного и производительного труда в Европе. Это достигается путём обмена знаний и информации, продвижения культуры предотвращения риска.

## Структура

### Директор
Директор — официальный представитель, отвечающий за управление текущими делами организации, включая финансовые и административные дела. Срок полномочий — 5 лет. Существует право переизбрания еще на один срок. Директор обязан отчитываться перед управляющим советом. Нынешний директор — финн Юкка Такала — был избран в 2006 году

### Управляющий совет
Управляющий совет устанавливает задачи и стратегию, определяет приоритеты, где необходимы дальнейшие действия и информация. Совет назначает директора, принимает программу работы и бюджет. В состав совета входят представители правительств, работодателей и работников стран-членов ЕС, представители Европейской комиссии, а также другие наблюдатели.

### Консультативные группы
Консультативные группы, включающие в себя, например, агентства Европейского центра по наблюдению за риском и другие, предоставляют рекомендации и отзывы о работе организации и предлагают стратегическое руководство. Члены групп назначаются Управляющим советом.

### Бюро
Бюро работает в качестве руководящей группы. Оно контролирует деятельность агентства. Бюро состоит из одиннадцати членов из Управляющего совета. Собирается 4 раза в год.

### Координационные центры
Деятельность по охране труда приводится в исполнение Координационными центрами. Они назначаются правительствами государств и обычно являются национальными организациями по охране труда (например, в Болгарии Координационным центром является Министерство труда и социальной политики). Их главная цель — поддержка инициатив агентства и предоставление обратной связи. Координационные центры назначают представителей в Экспертные группы.

### Экспертные группы
Экспертные группы направляют рекомендации, касающиеся области их деятельности. К Экспертным группам относится, например, Европейский центр по наблюдению за риском.

### Тематические центры
Тематические центры — объединения национальных институтов по охране труда. Их целью является нахождение и обработка данных в поддержку ключевых направлений работы. Главный тематический центр на 2011 год — Финский институт профессионального здравоохранения (англ. Finnish Institute of Occupational Health, FIOH).
Всю структуру можно разделить на три группы: исполнение (тематические центры, координационные центры), управление (Управляющий совет, Бюро), сбор информации и рекомендательная помощь (консультативные группы и экспертные группы).

## Деятельность
Европейское агентство по безопасности и гигиене труда отслеживает, собирает и анализирует научные открытия, статистическую информацию. Оно поддерживает обмен информацией, находится во взаимодействии с профсоюзами. Хорошую практику, которая была где-то применена, агентство пытается распространить на все случаи. Агентство помогает предприятиям оценить риск для жизни и здоровья работников. Агентство публикует исследования, которые рассказывают о проблемах и об эффективности тех или иных мер.